# Evelyn Evelyn
Evelyn Evelyn (рус. Эвелин Эвелин) — музыкальный дуэт Аманды Палмер (The Dresden Dolls) и Джейсона Уэбли. Согласно выдуманной легенде, описываемой Палмер и Уэбли, в дуэте под именем Evelyn Evelyn выступают сиамские близнецы сёстры Эвелин и Эвелин Невилл (рус. Evelyn Neville) (сокращённо «Ева» и «Лин»), которых обнаружили сами музыканты в 2007 году. На самом деле на концертах выступают переодетые в сестёр Аманда Палмер и Джейсон Уэбли.

## История
В различных интервью, сообщениях в Twitter и MySpace Палмер и Уэбли рассказывали о том, как они встретились с близнецами. Вот одно из сообщений Джейсона:

Около года назад Аманда Палмер из The Dresden Dolls и Джейсон Уэбли получили в сети Myspace сообщение от самого необычного профиля из всех которых они когда-либо видели — срощенные сестры-близнецы, обе с именем Эвелин. Заинтригованные и очарованные, они начали переписку с близнецами в надежде заманить их в студию. Результатом стала пластинка, которая звучит как что-то похожее на Сестёр Эндрюс, возможно, из-за того, что они выросли в цирке, слушая музыку новой волны.— Джейсон Уэбли 11records
О близнецах:

Лин и Ева Невилл родились в сентябре 1985 года на маленькой ферме в Западном Канзасе. Девочки — сиамские близнецы, соединенные бок о бок и имеющие три ноги, две руки, два сердца, три легких и одну печень. Сироты, их мать умерла в родах. Мало что известно об их жизни до 1996 года, когда они первый раз публично выступили с бродячим цирком Дилларда и Фуллертона. Именно здесь у сестёр Эвелин появилась любовь к песням и выступлениям.
Неудовлетворенные нищенской цирковой жизнью, в возрасте девятнадцати лет близнецы решили начать сольную карьеру. Именно тогда они были обнаружены Амандой Палмер и Джейсоном Уэбли, которые услышали музыку близнецов на MySpace. Уэбли и Палмер похвалили близнецов и предложили помочь им записать настоящий альбом.
Альбом будет сопровождаться длинным американским и европейским турне и позже в этом году — выпуском роман в картинках о вдохновляющей жизни близнецов, проиллюстрированном Синтией фон Бюлер (англ. Cynthia von Buhler) и отпечатаном в Dark Horse Press.
Аманда Палмер и Джейсон Уэбли (вместе с поддержкой легиона их фанатов) будут путешествовать и музыкально поддерживать сестер в их амбициозном мировом турне по Европе и Северной Америке.— из пресс-релиза января 2010

## Дискография

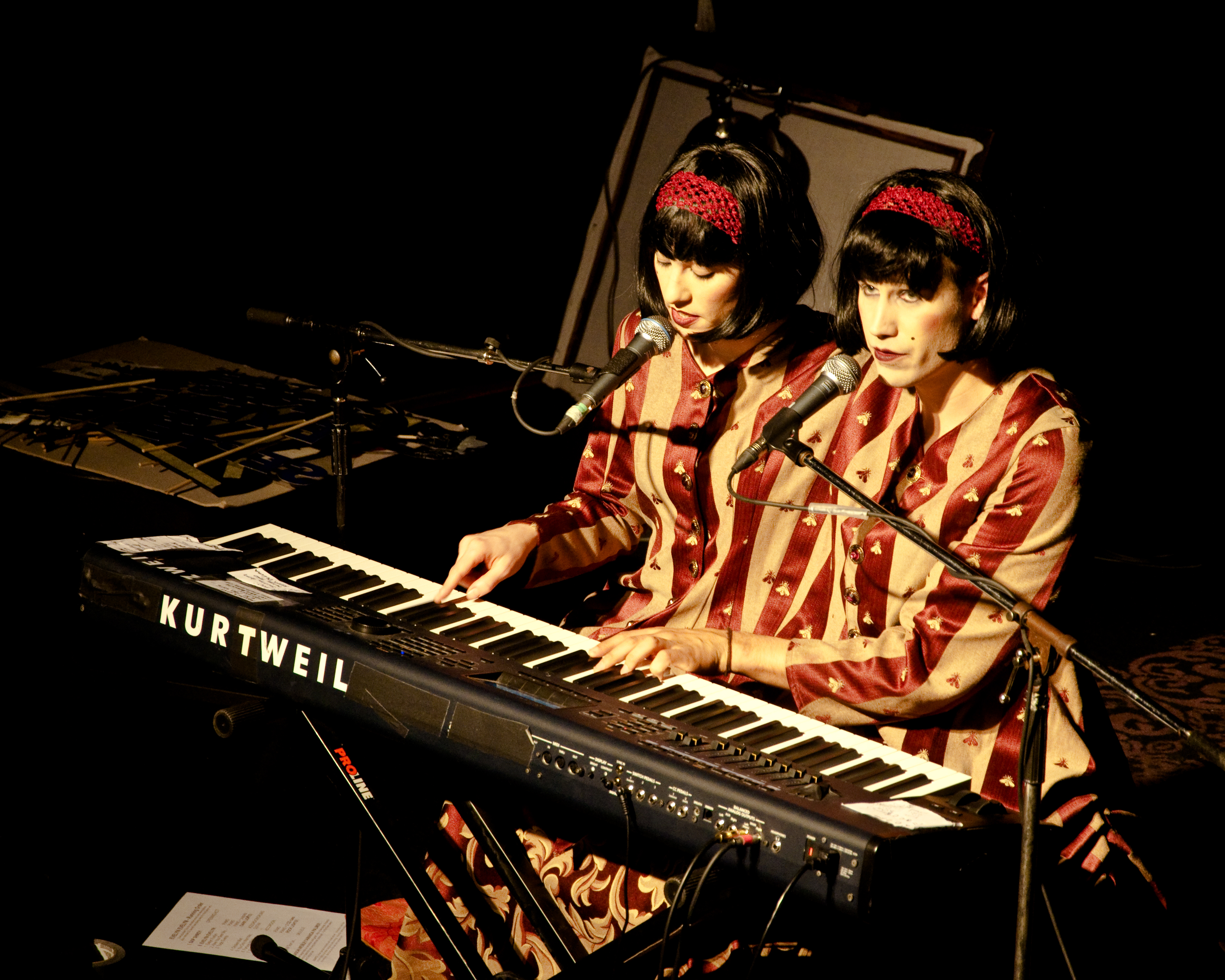
На концерте Evelyn Evelyn

В 2007 году дуэт выпустил 3 песни на виниловой пластинке и 6 записей на CD под названием Elephant Elephant (рус. Слон Слон), которые были отпечатаны ограниченным тиражом в 1111 экземпляров на звукозаписывающей компании Джейсона Уэбли 11records и были быстро раскуплены. К звукозаписям прилагалась история Аманды и Джейсона об их встрече с сёстрами Эвелин, комментарии о процессе записи диска и наклейка с двуглавым слоном Бимбой и Кимбой (англ. Bimba & Kimba).
Полноценный альбом, Evelyn Evelyn, был выпущен 30 марта 2010 года, в преддверии мирового турне.

### Студийные альбомы
- 2010 — Evelyn Evelyn

### EP
- 2007 — Elephant Elephant